# Mini 747
Le Mini 747 — Magnum de son nom de baptême, Teamwork Evolution et Prysmian de ses noms de course — est un monocoque de course au large, prototype appartenant à la classe Mini (bateau ne dépassant pas les 6,50 m de long et 3 m de large). Il est conçu par l'architecte David Raison, qui le met à l'eau en 2010, et gagne à sa barre la Mini Transat en 2011. Il est acheté en 2012 par Giancarlo Pedote, qui le fait briller dans les saisons 2013 et 2014.
En 2016, il est acquis par le bureau d'étude SEAir, qui lui ajoute des foils pour en faire en 2017 le premier monocoque hauturier au monde à voler réellement.

## Caractéristiques[1]

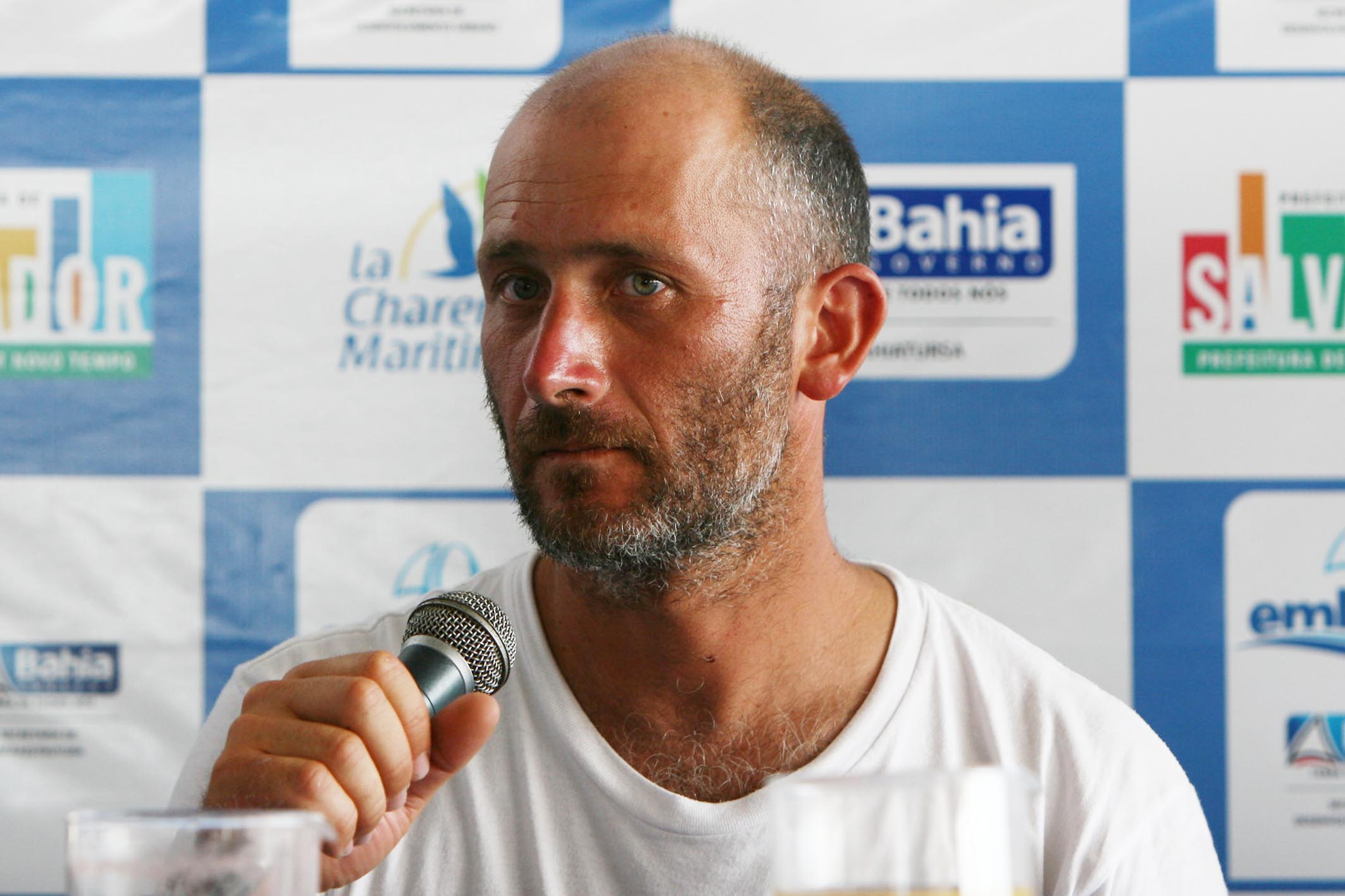
David Raison, après sa victoire dans la Mini Transat 2011.

David Raison conçoit en 2010 un mini à proue ronde inspiré des scows. Il le baptise Magnum, car sa forme rappelle celle des esquimaux. Comme il est entièrement construit en carbone, son déplacement total est très faible, d'environ 700 kg. Sa carène caractérisée par son avant rond le rend plus puissant. Avec le soutien de Teamwork, David Raison participe à la mini Transat 2011 qu'il remporte.
Le bateau est ensuite repris par Giancarlo Pedote sous les couleurs de Prysmian. Il obtient de bons résultats en 2013, remportant le trophée Marie Agnès Peron et finissant 2e de la Mini Transat. Il remporte toutes les courses auxquelles il participe en 2014.
En 2016, après son rachat par SEAir, le bateau est transformé. La modification majeure a été le rajout de foils : des appendices situés sur le côté du bateau. Le principe du foil est le même que celui d'une aile d'avion, à la différence que le foil se situe sous l'eau. La portée qu'il va apporter va permettre de soulager le bateau, et notamment de le soulever, ce qui diminue les frottements coque/eau, et donc la résistance qui l'empêche d'accélérer. Ces appendices permettent même à la coque du bateau de ne plus toucher l'eau.

## Palmarès[3]

### 2010-2011: Teamwork - David Raison
- Abandon lors du mini-Fasnet et de la mini Barcelona
- Vainqueur de la Transgascogne en 4j12h13
- Vainqueur de la transat 6.50 en 26j03h28'

### 2012-2014: Prysmian - Giancarlo Pedote
- Vainqueur :
  - De la Lorient Bretagne Sud mini 2014 en 15h45
  - Des Sables-Les Açores-Les Sables en 2014 en 13j08h28
  - De la Mini en mai 2014
  - De la Pornichet Select en 1j22h20'
- Second de la transat 6.50 2013 en 18j15h56'

### 25 janvier 2017: SEAir -1ermonocoque hauturier au monde à voler réellement
Doté d'un foil conçu par SEAir, sous la direction de son architecte David Raison, le bateau sort de chantier fin 2016 après six mois d'études. Les principes de ce bloc foil multidirectionnel ont fait l'objet d'un dépôt de brevet. Le foil est réglable manuellement, sans asservissement automatique pour cette première version. 
Le Mini 747 de SEAir a décollé le 25 janvier 2017 dès sa 2e sortie. Le bateau vole ensuite régulièrement, de façon de plus en plus stable, et sur des vols de plus en plus longs de plusieurs minutes. Les performances sont exceptionnelles avec des vitesses améliorées d'au moins 30 % à chaque vol, et ce à de nombreuses allures.
« Un jour, tous les bateaux voleront » (Éric Tabarly, 1987). C'est ce qui s'est passé pour Le mini 747 SEAir. Le mercredi 25 janvier 2017, ce bateau est devenu le premier monocoque hauturier au monde à sortir de l'eau, et à voler de façon durable dans seulement 8 nœuds de vent et à atteindre des vitesses établies de 15 nœuds tout en étant très stable. Des pointes de vitesse ont été enregistrées au delà de 20 nœuds. 
Ce mini 6.50 doté de foil n'a encore jamais participé à une seule course : on ne peut donc pas comparer ses performances aux autres bateaux de sa classe. L'ajout de foil par le bureau d'études pourrait lui permettre de naviguer aux avant-postes lors des courses. Mais SEAir annonce que ce bateau devrait rester un démonstrateur technologique et de mise au point.